# Polessk
Polessk (en ruso: Полесск; en alemán: Labiau; en lituano: Labguvo; en polaco: Labiawa) es una ciudad y centro administrativo del distrito de Polessky en el óblast de Kaliningrado, Rusia, ubicado 49 kilómetros al noreste de la ciudad de Kaliningrado, centro administrativo del óblast, en la intersección de una carretera principal y una vía férrea en el río Deyma, poco antes de su desembocadura en la laguna de Curlandia. Cuenta con una población de 6954 habitantes (INE 2023).

## Geografía
En la ciudad comienza el canal de Polessk.

## Historia

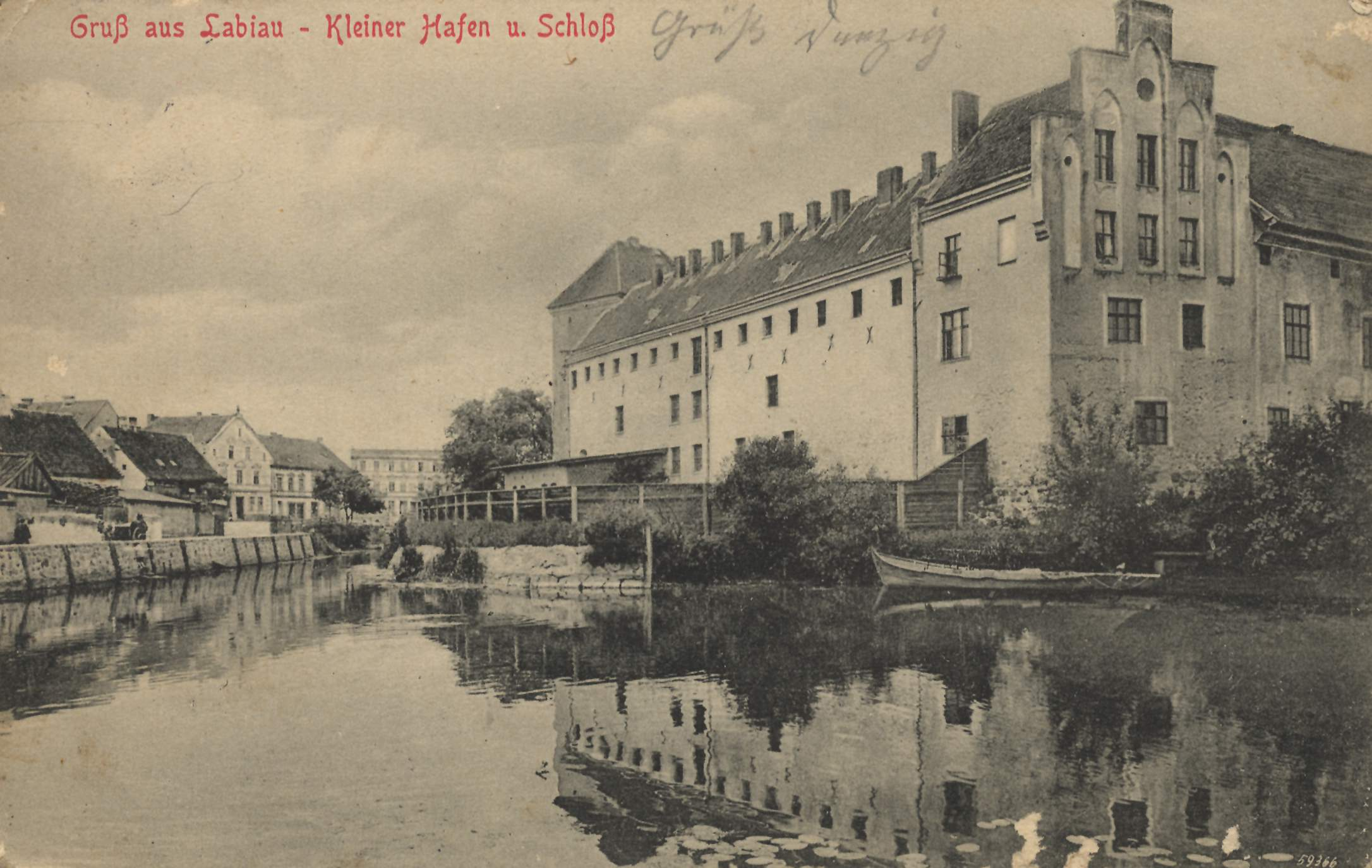
El castillo de Labiau en 1915

Fue fundada en el siglo XIII por la Orden Teutónica, que erigió allí un castillo y lo llamó Labiau. Inicialmente formó parte del Estado de la Orden Teutónica. En 1454, el rey Casimiro IV Jagellón incorporó la región al Reino de Polonia a petición de la Confederación Prusiana, que se oponía a la Teutónica. Tras la Guerra de los Trece Años, el asentamiento pasó a formar parte de Polonia como feudo de los Caballeros Teutónicos hasta 1525 y posteriormente de la Prusia Ducal. En esta ciudad, el 20 de noviembre de 1656 se firmó el Tratado de Labiau. Los servicios religiosos lituanos se celebraban en la iglesia local. Desde el siglo XVIII, formó parte del Reino de Prusia y, desde 1871, también de Alemania, dentro de la cual se ubicaba administrativamente en la provincia de Prusia Oriental. Labiau era sede de distrito en la región administrativa de Königsberg. En 1885, Labiau contaba con 4 744 habitantes, casi todos luteranos.
Labiau fue invadida por el Ejército Rojo Soviético en 1945, cerca del final de la Segunda Guerra Mundial. Tras la derrota de Alemania en la guerra en 1945, la ciudad fue transferida a la Rusia Soviética y al año siguiente pasó a llamarse Polessk. Los habitantes alemanes fueron evacuados parcialmente por la costa o posteriormente expulsados de acuerdo con el Acuerdo de Potsdam y reemplazados por ciudadanos soviéticos.
La antigua base aérea de Polessk se encuentra cerca.

## Estado administrativo y municipal
En el marco de las divisiones administrativas, Polessk ejerce como el centro administrativo del distrito de Polessky. Como división administrativa, está, junto con dos localidades rurales, incorporada dentro del distrito de Polessky como la ciudad de importancia distrital de Polessk. Como división municipal, la ciudad de importancia distrital de Polessk está incorporada dentro del Distrito Municipal de Polessky como Asentamiento urbano de Polesskoye.

## Personas notables
- Otto Brakat (1916-1978) soldado de la Wehrmacht
- Hans von Lehwaldt (1685-1768), mariscal de campo prusiano